# New American Standard Bible
New American Standard Bible (w skrócie NASB) – protestanckie tłumaczenie Biblii na język angielski. Najnowsza edycja New American Standard Bible została opublikowana w 1995 roku. Nowy Testament w tłumaczeniu NASB ukazał się po raz pierwszy w 1963 roku, zaś cała Biblia była wydana w roku 1971. Prawa do przekładu posiada Lockman Foundation.

## Wydania
Wydawanie NASB przebiegało w etapach:
- 1960 – Ewangelia Jana
- 1962 – Cztery Ewangelie
- 1963 – Nowy Testament
- 1968 – Psalmy
- 1971 – cała Biblia
- 1972, 1973, 1975, 1977 – wydania poprawione
- 1995 – wydanie zmodernizowane

## Tłumaczenie
New American Standard Bible jest powszechnie uważany jako jeden z najdosłowniejszych współczesnych przekładów Biblii na język angielski. Zgodnie z przedmową do NASB, tłumaczom przyświecał „poczwórny cel” przy pracy nad tłumaczeniem:
1. wierność wobec oryginałów hebrajskich, aramejskich i greckich
2. poprawność gramatyczna
3. zrozumiałość języka
4. umieszczenie Pana Jezusa Chrystusa w należnym mu miejscu, miejscu w którym Słowo Boże go umieszcza.

NASB, jak wskazuje na to nazwa, jest rewizją American Standard Version z 1901 roku. Tłumaczenie to miało stanowić alternatywę dla innej rewizji ASV, Revised Standard Version, która w wielu środowiskach, w szczególności ewangelicznych, uchodziła za zbyt liberalną teologicznie. Tłumacze New American Standard Bible, zachowując angielszczyznę American Standard Version, porównali przekład ASV z oryginalnymi manuskryptami, modyfikując jego treść tak, aby możliwie jak najdosłowniej oddać treść oryginału. Fragmenty Starego Testamentu celowo przetłumaczono z chrześcijańskiego punktu widzenia, wiążąc je i harmonizując z przesłaniem Nowego Testamentu.
Podstawą dla tłumaczenia ksiąg hebrajskich (ST) stała się trzecia edycja Biblii Hebraica Rudolfa Kittela, przy równoczesnym uwzględnieniu Zwojów znad Morza Martwego. W opracowywaniu zmodernizowanego wydania NASB z 1995 r. wzięto pod uwagę również Biblię Hebraica Stuttgartensia. W zakresie przekładu Nowego Testamentu korzystano z Novum Testamentum Graece Nestle-Alanda (edycja 23 w wydaniu oryginalnym oraz edycja 26 w rewizji z 1995 r.). Dostrzegając potrzebę dosłownego, współczesnego tłumaczenia Biblii na język angielski, tłumacze NASB starali się posługiwać wyłącznie współczesną angielszczyzną, utrzymując jednocześnie dosłowny styl przekładu. Niekiedy jednak, w przypadkach, gdzie całkowita dosłowność przekładu oznaczałaby znaczne odejście od wyrazistości i zrozumiałości tekstu w języku angielskim, starano się oddać sens oryginału w mowie współczesnej (zastosowano to m.in. w przypadku idiomów hebrajskich).

## Zalety i wady
Najbardziej zauważalną zaletą New American Standard Bible jest jej rzetelność i wierność wobec tekstu oryginalnego. Przekład pozbawiony jest teologicznej interpretacji, a także liberalnego podejścia do tekstu biblijnego, jakie prezentował Revised Standard Version. Dzięki temu spotkał się z aprobatą ewangelicznych środowisk protestanckich. NASB, podobnie jak pozostałe przekłady dosłowne uwzględnia wszelkie pojawiające się wieloznaczności w tekście oryginalnym, co składa się na wspomnianą obiektywność teologiczną tłumaczenia. Wadą przekładu jest niekiedy jego nieczytelność i styl literacki, będące niezrozumiałymi dla przeciętnego czytelnika. Wydania NASB zazwyczaj nie zachowują akapitów, z uwagi na traktowanie każdego wersetu jako oddzielnej jednostki. Spotkało się to z krytyką i nowsze wydania nie kontynuują tej tradycji.

## Wydanie z 1995 r.
W 1995 roku, Lockman Foundation wznowiła wydanie New American Standard Bible w zmodernizowanej wersji (NASB95). Wydanie z 1995 roku jest nieco mniej dosłowne od tradycyjnej wersji NASB. Zmiany obejmowały m.in. uwspółcześnienie języka i zwrotów oraz poprawienie miejsc, w których zbyt daleko posuniętą dosłowność tłumaczenia, czyniła tekst niezrozumiałym i nieczytelnym (ok. 85 miejsc). Pomimo poprawek, NASB pozostaje nadal najbardziej dosłownym przekładem Biblii na język angielski, którego powszechnie używa się w kościołach i szeroko pojętych środowiskach chrześcijańskich. Ze względu na swą konsekwencję w ścisłym trzymaniu się tekstów oryginalnych, stał się wyjątkowo popularnym narzędziem pracy w szkołach teologicznych i seminariach duchownych.